# OR10H2
OR10H2 (англ. Olfactory receptor family 10 subfamily H member 2) – білок, який кодується однойменним геном, розташованим у людей на короткому плечі 19-ї хромосоми. Довжина поліпептидного ланцюга білка становить 315 амінокислот, а молекулярна маса — 34 663.
| 10         |  | 20         |  | 30         |  | 40         |  | 50         |
| ---------- |  | ---------- |  | ---------- |  | ---------- |  | ---------- |
| MLGLNHTSMS |  | EFILVGFSAF |  | PHLQLMLFLL |  | FLLMYLFTLL |  | GNLLIMATVW |
| SERSLHTPMY |  | LFLCVLSVSE |  | ILYTVAIIPR |  | MLADLLSTQR |  | SIAFLACASQ |
| MFFSFSFGFT |  | HSFLLTVMGY |  | DRYVAICHPL |  | RYNVLMSPRG |  | CACLVGCSWA |
| GGSVMGMVVT |  | SAIFQLTFCG |  | SHEIQHFLCH |  | VPPLLKLACG |  | NNVPAVALGV |
| GLVCIMALLG |  | CFLLILLSYA |  | FIVADILKIP |  | SAEGRNKAFS |  | TCASHLIVVI |
| VHYGFASVIY |  | LKPKGPHSQE |  | GDTLMATTYA |  | VLTPFLSPII |  | FSLRNKELKV |
| AMKRTFLSTL |  | YSSGT      |  |            |  |            |  |            |

A: Аланін

C: Цистеїн

D: Аспарагінова кислота

E: Глутамінова кислота

F: Фенілаланін

G: Гліцин

H: Гістидин

I: Ізолейцин

K: Лізин

L: Лейцин

M: Метіонін

N: Аспарагін

P: Пролін

Q: Глутамін

R: Аргінін

S: Серин

T: Треонін

V: Валін

W: Триптофан

Кодований геном білок за функціями належить до рецепторів, g-білокспряжених рецепторів, білків внутрішньоклітинного сигналінгу. 
Локалізований у клітинній мембрані, мембрані.